# Sailcoop
Sailcoop est une société coopérative française de transport maritime à voile de passager.

## Historique
L'entreprise est co-fondée en septembre 2021 par l’entrepreneur Maxime de Rostolan, le navigateur Arthur le Vaillant et Maxime Blondeau.
L'activité de transport maritime de l'entreprise, embarquant moins de 8 passagers, débute en 2022 autour d'un vide juridique. Une dérogation est obtenue au titre d’expérimentation nationale.
La coopérative est référencée parmi les acteurs du « tourisme lent ».

### Ligne Saint-Raphaël-Calvi (Corse)

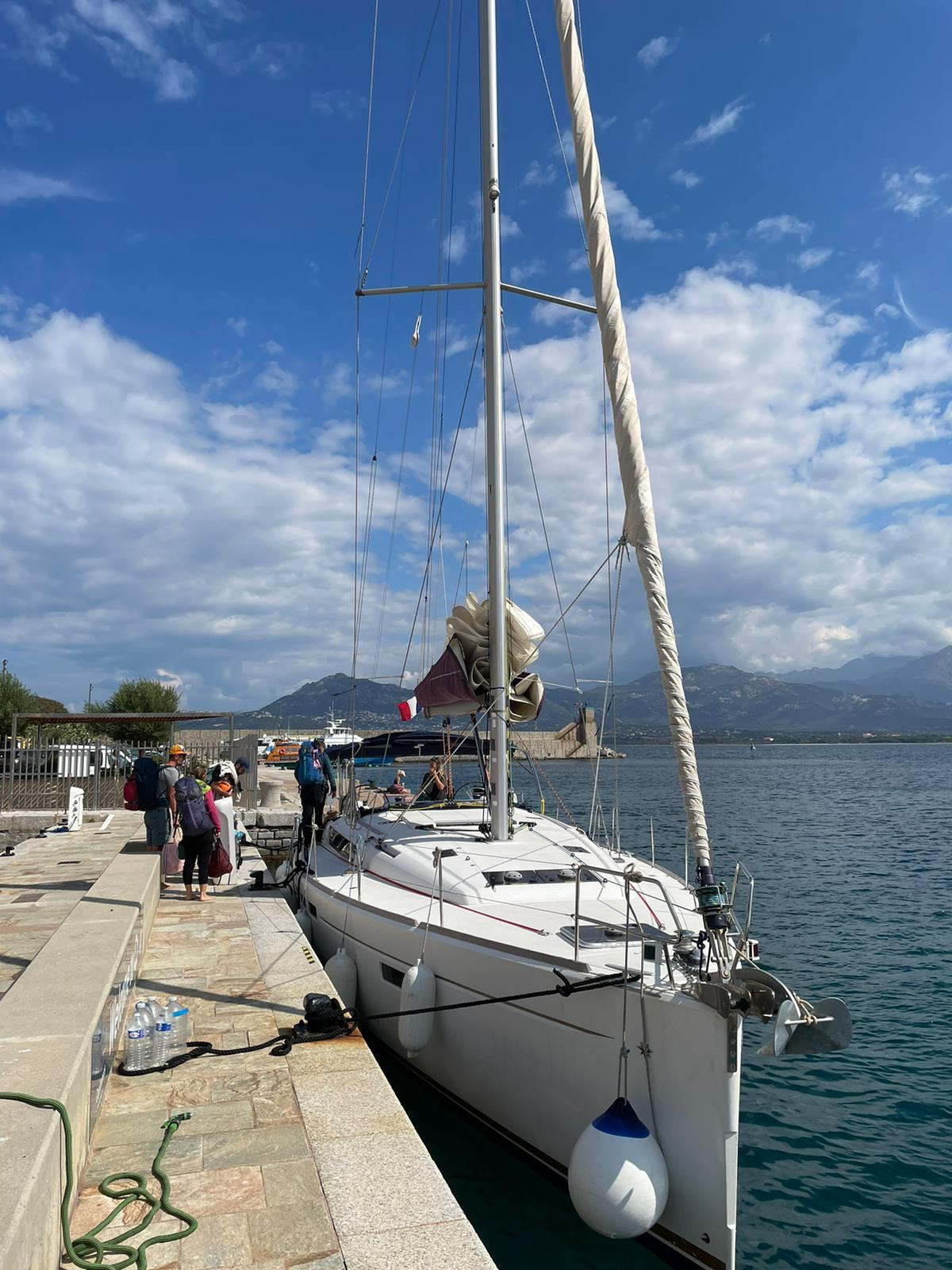
Embarquement à bord du voilier de Sailcoop au port de Calvi en Corse.

Sailcoop propose durant l’été des traversées quotidiens, entre le port de Saint-Raphaël et celui de Calvi. Le trajet de 150 milles — environ 280 km — dure en moyenne 18 heures, contre un trajet de 11 heures en ferry. L'entreprise débute grâce à deux voiliers prêtés par des propriétaires lorsqu'ils n'en font pas usage. En 2022, transporte 250 personnes, puis 1 100 personnes en 2023.
Selon l'équipe, le trajet est à 95 % décarboné avec une moyenne de 3,2 litres utilisés par passager pour les emmener ou les ramener de Corse,.

### Ligne Concarneau-Glénan (Bretagne)
Sailcoop réalise une levée de fonds de 630 000 € (673 927,38 €2024) en 2022 et une seconde de 450 000 € (459 002,25 €2024) en 2023. Ce qui lui permet d'acquérir, pour 1,5 million d’euros, une navette à voile ultra-bas-carbone pouvant transporter 80 personnes, construite par le chantier de l'Arsenal et réalisé par le cabinet d’architecture navale VPLP Design. L'entreprise reçoit, cette année-là, un césar du tourisme responsable.
Le 15 juin 2024, l'entreprise ouvre une ligne entre le port de plaisance de Concarneau et l’île Saint-Nicolas au sein de l’archipel des Glénan. Le bateau est nommé Isabelle, en l'honneur d'Isabelle Autissier.